# Chrysometa digua
Chrysometa digua là một loài nhện trong họ Tetragnathidae.
Loài này thuộc chi Chrysometa. Chrysometa digua được Herbert W. Levi miêu tả năm 1986.